# Jean-Pierre Ducos
Jean-Pierre Ducos (* 13. Dezember 1934) ist ein französischer Schauspieler.
Bekannt wird er 1969 mit der zwei Jahre zuvor entstandenen TV-Serie Les oiseaux rares als von der flüggen Claude Jade umschwärmter Spanischlehrer Paul Legrand. Es folgt u. a. die Hauptrolle des Anatole neben Richard Leduc und Siegfried Rauch in Wir werden nicht mehr in den Wald gehen. Seiner ersten Partnerin begegnet er im TV-Thriller Malaventure, in dem Claude Jade eine Serienmörderin spielt. 1978 gibt ihm François Truffaut die Rolle des Scheidungsanwalt Raoul Lecorps in Liebe auf der Flucht – ein weiteres Mal an der Seite von Claude Jade. In einer der Schlüsselszenen des Films unterhält er sich mit seiner Mandantin Christine Doinel (Claude Jade) über die Scheidungsgesetze Giscard d’Estaings. Wenn die Mandanten sich keine beleidigenden Briefe schreiben  konnten, habe er (Raoul) sie eben aufgesetzt. Ducos spielt bei Truffaut auch in Das grüne Zimmer. Immer wieder wird Ducos von Jean-Charles Tacchella besetzt, so neben Brigitte Fossey in Das blaue Land (1977) und Zeit der Sehnsucht (1981), neben Ann-Gisel Glass in Schnittwunden (1987) und neben Isabella Rossellini in Der kleine Tod der feinen Damen (1990).

## Filmografie (Auswahl)
- 1961: Die wilden Horden des Dschingis Khan (Maciste alla corte del Gran Khan)
- 1969: Wir werden nicht mehr in den Wald gehen (Nous n’irons plus au bois)
- 1969: Les oiseaux rares (Fernsehserie, 19 Folgen)
- 1977: Das blaue Land (Le pays bleu)
- 1978: Das grüne Zimmer (La chambre verte)
- 1979: Liebe auf der Flucht (L'amour en fuite)
- 1981: Zeit der Sehnsucht (Croque la vie)
- 1987: Schnittwunden (Travelling avant)
- 1991: Mein Leben ist die Hölle (Ma vie est un enfer)
- 1990: Der kleine Tod der feinen Damen (Dames galantes)